# Тіто
Тіто (італ. Tito) — муніципалітет в Італії, у регіоні Базиліката,  провінція Потенца.
Тіто розташоване на відстані близько 310 км на південний схід від Рима, 12 км на південний захід від Потенци.
Населення — 7329 осіб (2014).
Щорічний фестиваль відбувається 7 вересня та 17 листопада. Покровитель — San Laviero martire.

## Демографія
Населення за роками:

Станом на 1 січня 2023 року в муніципалітеті офіційно проживав 331 іноземець з 46 країн, серед них 102 громадяни країн Євросоюзу та 6 громадян України.

## Клімат
| POTENZA               | Місяці | Місяці | Місяці | Місяці | Місяці | Місяці | Місяці | Місяці | Місяці | Місяці | Місяці | Місяці | Пора  | Пора  | Пора  | Пора  | Рік   |
| POTENZA               | Січ    | Лют    | Бер    | Кві    | Тра    | Чер    | Лип    | Сер    | Вер    | Жов    | Лис    | Гру    | Зим   | Вес   | Літ   | Осі   | Рік   |
| --------------------- | ------ | ------ | ------ | ------ | ------ | ------ | ------ | ------ | ------ | ------ | ------ | ------ | ----- | ----- | ----- | ----- | ----- |
| Темп. макс. (°C)      | 6.2    | 6.7    | 9.3    | 13.0   | 18.0   | 21.7   | 25.0   | 25.0   | 21.4   | 16.2   | 11.2   | 7.5    | 6.8   | 13.4  | 23.9  | 16.3  | 15.1  |
| Темп. мін. (°C)       | 0.8    | 0.9    | 2.4    | 5.2    | 9.2    | 12.5   | 15.0   | 15.3   | 12.6   | 8.8    | 5.0    | 2.2    | 1.3   | 5.6   | 14.3  | 8.8   | 7.5   |
| Опади (мм)            | 62.9   | 53.9   | 53.0   | 59.9   | 45.7   | 42.2   | 29.4   | 35.6   | 45.0   | 69.7   | 79.8   | 73.5   | 190.3 | 158.6 | 107.2 | 194.5 | 650.6 |
| Дні опадів (≥ 1 мм)   | 9      | 9      | 10     | 9      | 7      | 6      | 3      | 5      | 5      | 8      | 10     | 10     | 28    | 26    | 14    | 23    | 91    |
| Вологість повітря (%) | 77     | 75     | 72     | 69     | 69     | 67     | 62     | 64     | 66     | 72     | 76     | 78     | 76.7  | 70    | 64.3  | 71.3  | 70.6  |
| Роза вітрів (Вузлів)  | W 5.7  | W 6.0  | W 5.6  | W 5.5  | W 5.0  | W 4.9  | W 5.1  | W 4.9  | W 4.8  | W 4.7  | W 5.3  | W. 5.5 | 5.7   | 5.4   | 5     | 4.9   | 5.3   |

## Сусідні муніципалітети
- Абріола
- Пічерно
- Піньола
- Потенца
- Сант'Анджело-Ле-Фратте
- Сассо-ді-Кастальда
- Сатріано-ді-Луканія
- Савоя-ді-Луканія